# Fascismo feudal
Fascismo feudal ou totalitarismo revolucionário feudal foi um termo oficial usado pelo Partido Comunista Chinês (PCCh) pós-Mao Tsé-Tung para se referir a ideologia e o governo de Lin Biao e a Camarilha dos Quatro durante a Revolução Cultural. Em 1971, o rascunho do Projeto 571 declarava que a República Popular da China (RPC) sob o regime Mao seguia o "social-fascismo" e o "social-feudalismo". Na Conferência Central do Trabalho de 1978, Ye Jianying foi o primeiro a associar Lin Biao e a Camarilha dos Quatro ao fascismo feudal, acreditando que os dois últimos diziam apoiar o socialismo contra o capitalismo quando, na verdade, usavam o feudalismo para opor-se ao socialismo. Isto foi reconhecido por Li Weihan, Hu Yaobang, Deng Xiaoping e outros. Em 1979, o então presidente da Comitê Permanente do Congresso Nacional do Povo, Ye Jianying, descreveu o regime Mao como uma "ditadura fascista feudal" devido ao seu culto à personalidade baseado no terror revolucionário, nacionalismo e autoritarismo, apesar de políticas superficialmente socialistas.
Na era da reforma e abertura da RPC, o PCCh usou o termo para enquadrar os excessos da Revolução Cultural como provenientes de atores individuais, como a Camarilha dos Quatro, e não do partido como um todo. Após a morte de Lin Biao e o fim da Revolução Cultural, a interpretação oficial do PCCh foi que Lin Biao e a Camarilha dos Quatro representavam os remanescentes do feudalismo que usaram os métodos terroristas de fascismo para suprimir democracia popular. Os métodos criticados como fascismo feudal incluíam autocracia, dogma ritualizado, culto a mangas e repressão militar. Referia-se também a uma falta geral de integração estável entre o partido e o Estado, que veio do abuso da linha de massa e uma falta de consideração pelo Processo Yan'an para lidar com a dissidência interpartidária.

## Efeitos
Em 1977, o Diário do Povo fez um editorial pedindo mais eleições e outras instituições democráticas para a China, a fim de evitar a repetição do fascismo feudal. Uma linha do Constituição do Partido Comunista Chinês foi considerada particularmente emblemática do fascismo feudal e foi despojada durante o Décimo Congresso pós-Revolução Cultural: "O Pensamento de Mao Tsé-Tung é o marxismo-leninismo da época em que o imperialismo caminha para o colapso total e o socialismo avança para a vitória mundial". Logo depois, os líderes reformistas Hu Yaobang e Deng Xiaoping começaram a reabilitar cidadãos que foram rotulados como seguidores do capitalismo, maus elementos e contra-revolucionários. Este aumento acentuado da liberdade política levou ao movimento Muro da Democracia, com alguns dissidentes sugerindo que o período do fascismo feudal começou muito antes da Revolução Cultural. O movimento tornou-se tão ameaçador para o governo do partido que foi suprimido e a reforma prosseguiu com mais cautela posteriormente.